# Hana Dostalová
Hana Dostalová (* als Hana Rychterová am 5. März 1975) ist eine ehemalige tschechische Biathletin.
Hana Dostalová begann 1990 mit dem Biathlonsport. Sie war zunächst unter ihrem Geburtsnamen Hana Rychterová aktiv, nach ihrer Heirat mit Roman Dostál als Hana Dostalová.
Seit Beginn der Saison 1994/95 startete sie regelmäßig im Weltcup, wo sie bei ihrem ersten Sprint in Bad Gastein 58. wurde. Erster Höhepunkt wurden die Weltmeisterschaften 1995 in Antholz, wo sie an der Seite von Eva Háková, Irena Česneková und Petra Červenková im Staffelrennen zum Einsatz kam und dabei den zwölften Rang belegte. Bei den Biathlon-Weltmeisterschaften 1996 in Ruhpolding wurde sie 67. des Einzels, 66. des Sprints und mit Irena Česneková, Eva Háková und Kateřina Losmanová Siebte im Mannschaftswettbewerb. In der Saison 1996/97 schaffte sie mit einem 20. Platz bei einem Einzel in Östersund ihr bestes Ergebnis in einem Einzelrennen im Weltcup, in Ruhpolding konnte sie mit Jiřina Pelcová, Kateřina Holubcová und Irena Česneková im Mannschaftsrennen Fünfte werden. Letzte internationale Winter-Meisterschaften wurden die Weltmeisterschaften 1997 in Osrblie. Dostalová wurde 43. des Einzels und 76. des Sprints sowie mit Holubcová, Česneková und Pelcová Zwölfte im Staffelrennen und Neunte im Mannschaftsrennen. In der Folgezeit wurden ihre Einsätze im Weltcup weniger, Starts im Europacup hingegen häufiger. Die Qualifikation für die Olympischen Winterspiele 1998 verpasste sie. Letztes Großereignis wurden die Sommerbiathlon-Weltmeisterschaften 1998 in Osrblie, bei denen Dostalová 22. des Sprint und 21. der Verfolgung wurde. In ihrer letzten Saison, der Europacupsaison 1998/1999 gewann sie in Jablonec nad Nisou vor Matejka Mohorič und Jitka Šimůnková einen Sprint und wurde im Verfolgungsrennen hinter Jana Dufková und Kamila Horáková Dritte. In der Gesamtwertung belegte sie den zehnten Platz.
Sie lebt in Vachlabi und arbeitet als Trainerin.

## Biathlon-Weltcup-Platzierungen
Die Tabelle zeigt alle Platzierungen (je nach Austragungsjahr einschließlich Olympische Spiele und Weltmeisterschaften).
- 1.–3. Platz: Anzahl der Podiumsplatzierungen
- Top 10: Anzahl der Platzierungen unter den ersten zehn (einschließlich Podium)
- Punkteränge: Anzahl der Platzierungen innerhalb der Punkteränge (einschließlich Podium und Top 10)
- Starts: Anzahl gelaufener Rennen in der jeweiligen Disziplin

| Platzierung                                                   | Einzel | Sprint | Verfolgung | Massenstart | Team | Staffel | Gesamt |
| ------------------------------------------------------------- | ------ | ------ | ---------- | ----------- | ---- | ------- | ------ |
| 1. Platz                                                      |        |        |            |             |      |         |        |
| 2. Platz                                                      |        |        |            |             |      |         |        |
| 3. Platz                                                      |        |        |            |             |      |         |        |
| Top 10                                                        |        |        |            |             | 3    | 1       | 4      |
| Punkteränge                                                   | 1      |        |            |             | 3    | 3       | 7      |
| Starts                                                        | 8      | 18     | 1          |             | 3    | 3       | 33     |
| Stand: Karriereende, Daten möglicherweise nicht ganz komplett |        |        |            |             |      |         |        |